# Fiona Docherty
Fiona Docherty (1 de septiembre de 1975) es una deportista neozelandesa que compitió en duatlón. Ganó una medalla de oro en el Campeonato Mundial de Duatlón de Larga Distancia de 2003.

## Palmarés internacional
| Campeonato Mundial | Campeonato Mundial | Campeonato Mundial | Campeonato Mundial |
| Año                | Lugar              | Medalla            | Prueba             |
| ------------------ | ------------------ | ------------------ | ------------------ |
| 2003               | Zofingen ( Suiza)  | Medalla de oro     | Individual         |